# Révolution du café à Cuba
La révolution du café à Cuba désigne la période au cours de laquelle l’île est devenu le premier producteur mondial de café, grâce à un développement très rapide des plantations au cours des trois premières décennies du XIXe siècle. Cette période a profondément transformé la culture et la démographie de l'île, avec l’arrivée massive d’esclaves noirs et d’immigrants d’origine non-espagnole, principalement français. Cette « révolution agricole », temps fort de l'histoire de la caféiculture, s’est tout d'abord principalement déroulée aux alentours de La Havane et dans l’est de l’île, région alors peu habitée, sur les pourtours du port de Santiago de Cuba et de la Sierra Maestra, qui culmine à 1 974 mètres au Pico Turquino, plus haut sommet du pays. Après 1808, les colons se sont déplacés vers la région caféière de l'ouest de l'île.

## Le contexte et les acteurs
Le café, introduit à Cuba entre 1748 et 1768 par José Antonio Gelabert, a d’abord été cultivé en quantités très limitées. La production ne prend son essor qu'après la forte croissance caféière vécue chez le voisin français lors de la Révolution du café de Saint-Domingue, qui précède de quelques années seulement la Révolution haïtienne de 1791. Le régisseur colonial de Cuba Juan Francisco Creagh envoie à la Cour d'Espagne en 1788 un rapport demandant à développer la partie orientale de l'île, pour qu'elle rapporte les mêmes dividendes que Saint-Domingue. Le texte réclame l'exonération d'impôts pour les nouvelles productions, la libre entrée des esclaves, et des appareils pour l'agriculture. Les successeurs Juan Bautista Vaillant Berthier et Sebastián Kindelán y O’Regan œuvrent dans le même sens. L'Histoire de la Louisiane montre des débats identiques au même moment. Francisco Arrango y Parreño, homme politique et propriétaire de la plus grande plantation de sucre cubaine, sollicite aussi la concession pour trois ans aux Espagnols et aux étrangers du droit d’introduire des esclaves africains à Cuba, au nom de l’ayuntamiento de La Havane. La Real cédula du 28 février 1789 la leur accorde pour deux ans. En août 1791, Arango demanda une extension de cette licence à trois ans. 
Après la Révolution haïtienne, dans le but d'encourager l'arrivée de réfugiés de Saint-Domingue et de bénéficier de leur savoir-faire déployé lors de la Révolution du café de Saint-Domingue, le décret du 22 mars 1792, suivi d'un ordre royal deux ans après, prévoit l'exemption pour une période de dix ans des dîmes et impôts sur les ventes de marchandises.
Le 20 avril 1796, les planteurs cubains réunis au consulat royal, après des débats enflammés, prennent la décision de ne pas interdire l'esclavage, comme le réclamait le marquis de Penalver. La tension reste forte. En 1798, Vicente Perroussel, consul de France dans la ville est menacé de lynchage en raison de l'arrivée de "nègres libres d'Haïti". Mais en 1800, c’est Prudencio Casamayor, l’un des réfugiés français de Saint-Domingue à Cuba, qui fonde à Santiago de Cuba la plus importante maison de négoce de café de la ville. Les capitaux accumulés par les Réfugiés français de Saint-Domingue à Cuba, dans la guerre de course, dopée par le succès de la Piraterie des années 1800 dans la Caraïbe, sont réinvestis dans les plantations de café. Parmi les mieux conservées de ces anciennes haciendas, "La Isabelica", située à "La Gran Piedra", à l'est de Santiago de Cuba, fondée par Victor Constantin Cruzeau. La population blanche employée par le café cubain comprend en 1810 environ 6 000 à 8 000 Français, 3 000 à 4 000 Espagnols et 50 000 esclaves, qui seront bientôt trois fois plus nombreux.

## Trois décennies de forte croissance

### Le rythme de l’expansion
L'arrivée des planteurs français crée une masse critique permettant de développer les infrastructures favorables au café. Une estimation de 1807, fait état de 192 exploitations caféières dans la partie est de Cuba, dont 176 tenues par des français, qui emploient 1676 esclaves pour 4,3 millions de pieds de café. Les plantations de café françaises essaiment aussi vers la côte ouest, entre 1808 et 1810. Beaucoup viennent du Sud-Ouest de la France, en particulier de Bordeaux, qui s'implantent dans le secteur baptisé "Vuelta Abajo, dans la partie occidentale de Cuba, selon l'historien Bernard Lavallé. La réussite des planteurs de café est tellement éclatante qu'elle contribue à déclencher, combinée, avec l’invasion de l’Espagne par Bonaparte, les émeutes anti-françaises de mars 1809 à Cuba. Une partie des Réfugiés français de Saint-Domingue à Cuba, la moins intégrée, doit alors partir pour La Nouvelle-Orléans, renforcer les rangs des Réfugiés français de Saint-Domingue en Amérique.
Plusieurs milliers restent à Cuba, où la terre est toujours bon marché, et forment le terreau de l'expansion caféière. Les statistiques montrent que la production de café n'a cessé d'augmenter à Cuba au cours des trente premières années du XXe siècle. Elle double tous les dix ans, pour être multipliée par 40 sur la période. L'expansion culmine en 1835 et concerne aussi bien l'est que l'ouest de l'île: en 1827, La Havane représente 70 % des exportations du café cubain, produit qui est cultivé souvent dans les mêmes zones que le sucre. Une violente contraction de la production lui fait suite, avec une division par trois en seulement deux décennies.
| Quinquennats       | 1804-1805 | 1806-1810 | 1811-1815 | 1816-1820 | 1821-1825 | 1826-1830 | 1831-1835 | 1836-1840 | 1841-1845 | 1846-1850 | 1851-1855 | 1856-1859 |
| Millions de livres | 1,5       | 4,8       | 11,5      | 16        | 21,7      | 40        | 50,1      | 47        | 42,2      | 19,2      | 13,7      | 5,1       |

### Les gains de productivité
Avec l’arrivée à Cuba des français, qui ont testé des méthodes de productivité plus forte lors de la Révolution du café de Saint-Domingue, la quantité de travail par pied de café a été multipliée par quatre. L’emploi de l’irrigation, commencé à Saint-Domingue, a atteint sa plénitude dans la région orientale de Cuba. La topographie de la région, avec ses vallées escarpées, ses pentes abruptes et ravinées, a exigé des solutions astucieuses pour développer un réseau de chemins capables de favoriser l’entretien des caféiers. Les planteurs créèrent un réseau routier important et organisèrent la gestion de l'eau dans cet environnement difficile. Une grande partie de cette infrastructure - ponts et routes de montagne – a survécu. Parallèlement, les nombreux mariages et les échanges culturels avec la population créole d'origine espagnole, firent naître une vigoureuse culture multi-ethnique.

### Les bouleversements démographiques
Entre 1790 et 1820, en trois décennies seulement, près de 325 000 esclaves sont entrés à Cuba, dont 100 000 pour la seule période 1817-1820, soit 4 fois et demie plus que sur les trois décennies précédent 1792. À partir des années 1820, marquée par une conjoncture économique moins favorable, le rythme d'importation des esclaves se ralentit à 8 000 par an. En 1841, l'île compte 138 000 esclaves dans le sucre et 115 000 esclaves dans le café. Ce dernier chiffre reviendra à 26 000 en 1862, soit près de 4 fois moins, les propriétaires les ayant revendus aux plantations sucrières devenues beaucoup plus rentables.

## Le repli après 1835

### La concurrence haïtienne et brésilienne fait chuter les cours
Les planteurs de café français émigrés à Cuba subissent à partir de la fin des années 1810 la forte concurrence de leurs anciens esclaves, qui ont en général abandonné la canne à sucre pour se centrer sur la culture du café, d'abord exporté principalement aux États-Unis et au Royaume-Uni, dans le cadre de la Convention commerciale tripartite de 1799. L'Angleterre encourage l'importation de café haïtien, alors que la nouvelle république noire peine à faire reconnaitre par de nouveaux présidents américains favorables à l'esclavage. Un premier traité anglo-espagnol pour l'abolition de la traite négrière à Cuba est signé dès 1817 et combattu par Francisco Arrango y Parreño. Il prévoit un délai de trois ans pour mettre en place l'abolition et un dédommagement anglais de 4 000 000 sterling à Cuba. Comme il n'est pas respecté un nouveau traité sera nécessaire en 1835. En 1822, Haïti exporte 35,1 millions de livres de café vers l’Angleterre, deux fois plus que Cuba. Avec 0,65 million de livres exporté seulement, le sucre disparaît d'Haïti. La principale source d'exportation haïtienne est le café, malgré un début de baisse de son prix de vente. La France ne représente plus qu’un quart des exportations haïtiennes et les États-Unis un tiers. 
La France encourage alors la culture haïtienne du café, dans l'espoir que la nouvelle république noire puisse verser aux ex-planteurs l'indemnisation des colons de Saint-Domingue. L'importation du café haïtien est assurée par 82 navires français dès 1821 contre 39 en 1817. En 1824, la moitié des 10 millions de tonnes de café importées par la France viennent d'Haïti, une progression de 45 % par rapport aux 3,86 millions de tonnes 1821. Malgré cette concurrence, l'expansion caféière de Cuba se poursuit, déclenchant la baisse des prix de vente sur le marché mondial due à cette offre plus abondante. Le cours de la livre de café haïtien vendue à Philadelphie se maintient entre 1815 et 1821 puis perd 75 % de sa valeur au cours du mandat du président haïtien Jean-Pierre Boyer, passant de 26 cents en 1822 à 6 cents en 1843.
Les années 1820 voient la montée en puissance d'un troisième pays producteur, le Brésil, devenu indépendant en 1822. Les arrivées d'esclaves noirs au Brésil culminent à 43000 par an dans les années 1820. La culture du café en est la principale raison, selon l'étude détaillée de l'historien Herbert S. Klein
"The Atlantic Slave Trade", par Herbert S. Klein, page 43 . De larges exploitations de 300 à 400 esclaves pouvant compter 400 000 à 50 000 pieds de café, avec des coûts de production très bas, qui font baisser les cours mondiaux. Dès 1831, le pays devient le premier producteur mondial de café, fruit qu'il exporte pour la première fois en plus grande quantité que le sucre. La vallée du Paraíba, dans la région de Rio de Janeiro est partie la première et 100 000 esclaves y travailleront dans le café en 1860, chiffre qui culmine à 129 000 dans la décennie suivante. La région de Sao Paulo se joint à cette expansion dès les années 1840, lorsqu'elle emploie déjà 25 000 esclaves noirs.

### Le conflit commercial hispano-américain et la lutte contre l'esclavage
La ruine quasi totale des plantations cubaine de café, provoquée par la baisse de son prix, constitua un facteur dépressif de long terme, auquel s'ajouta les mesures prises contre l'esclavage en 1835 et la taxe imposée par les États-Unis sur le café cubain, la même année, en guise de réaction à celle appliquée par l'Espagne sur les produits américains.
La Grande-Bretagne abolit l’esclavage dans ses colonies antillaises en 1833 et fomente une campagne abolitionniste sans précédent, pour venir à bout de la traite négrière et de l’esclavage dans les autres colonies. Le 25 juin 1835, la reine d’Espagne Marie-Christine de Bourbon-Siciles (1806-1878) abolit le commerce d'esclaves au sein des colonies espagnoles, où ce trafic était pourtant déjà déclaré clandestin depuis 1820. Un traité bilatéral est signé avec la Grande-Bretagne en ce sens. Il fait monter le prix des esclaves, même s'il n'est pas entièrement respecté. La poursuite de l'arrivée d'esclaves dans les plantations de sucre obligera dix ans plus tard, en 1845, à décréter une nouvelle fois la sanction, par une loi pénale, de la traite négrière. Pour autant, une large partie des planteurs de café cubain respectent ces nouvelles lois, qui ont le mérite de faire monter le prix des esclaves. Dans les années 1840, ils revendent leurs esclaves aux plantations de sucre. Dès 1802, un nouveau courant réformiste mené par l’Evêque de La Havane, Juan José Díaz Espada y Fernández de Landa s'était opposé à l’esclavage. Ainsi les créoles réformistes cubains, formés aussi par le Père Félix Varela et menés par José Antonio Saco, avaient conféré à l’esclavage une dimension politique sans précédent, jugeant cette "institution particulière" comme une entrave à leur besoin de reconnaissance par la Mère Patrie espagnole et à l’octroi de libertés politiques.

### La concurrence du sucre
L'industrie caféière cubaine, très prospère au début du XIXe, possède encore 2.348 plantations au milieu du siècle mais celles-ci ont été dévastées par les cyclones de 1848 et sont beaucoup moins rentables que les plantations de sucre. L'écart de rentabilité a été accru par la construction en 1837 d'un réseau ferré reliant les régions sucrières aux côtes de l'île. Les transferts d'esclaves du café vers, le sucre opérés dans les années 1840 y contribuent aussi. Le sucre emploie autant d'esclaves que le café dès la fin de la période de forte croissance économique mondiale des années 1830 et affiche une production pour la première fois supérieure à celle du café en 1846. En seulement vingt ans, de 1841 à 1862, les plantations de café cubaines passent d'un effectif de 115 000 esclaves à seulement 26 000. Pour peupler les nouvelles plantations de sucre, les esclaves venus du café ne suffisent même pas. La demande est si forte que l'île se lance dans l'importation forcée d'indiens du Yucatan et de chinois, déclenchant un flux d'immigration en provenance de Chine qui fera venir au total plus de 100 000 personnes à Cuba.
La production sucrière cubaine, qui n'était encore que de 14 000 tonnes en 1790, atteint 148 000 tonnes par an sur la période 1841 à 1846 puis 266 000 sur la période 1855 à 1860. C'est ensuite 500 000 tonnes entre 1862 et 1864 et plus de 600 000 tonnes vers 1867. Au XXe siècle, Cuba sera le premier exportateur mondial de sucre.
| Moyenne annuelle       | 1790 | 1841-1846 | 1855-1860 | 1862-1864 | 1867 |
| Tonnes de sucre cubain | 14   | 148       | 266       | 500       | 600  |